# 곡성군수
곡성군수는 전라남도 곡성군의 군수이다.

## 같이 보기
- 곡성군수 선거